# Prinz-Gustav-Kanal
Der Prinz-Gustav-Kanal (englisch Prince Gustav Channel, spanisch Canal Príncipe Gustavo) ist eine Meerenge im Norden der Antarktischen Halbinsel, welche die James-Ross-Insel und die Vega-Insel von der Trinity-Halbinsel trennt.
Entdeckt wurde die Passage im Oktober 1903 bei der Schwedischen Antarktisexpedition unter der Leitung von Otto Nordenskjöld. Dieser benannte den Kanal nach dem damaligen schwedischen Kronprinzen und späteren König Gustav V.